# Звязда
Звязда (Звезда) — государственная республиканская газета на белорусском языке, издающаяся в Беларуси.
Тираж — 25 тыс. экземпляров. В 1972 году тираж составлял 100 тыс. экземпляров.
Название звязда — слово из трасянки, на литературный белорусский язык «звезда» переводится как зорка.
Первый номер газеты (на русском языке) вышел 9 августа 1917 года в Минске. В 1917 году часть номеров вышла под заголовками «Молот» и «Буревестник». Была печатным органом Минского комитета РСДРП(б). С февраля по декабрь 1918 года и с июня по август 1920 года печаталась в Смоленске, а в апреле 1919 года — в Вильно; остальное время — в Минске. В 1920 году стала печатным органом ЦК КП(б) Белоруссии. В 1925 году часть материалов стала публиковаться на белорусском языке, а в 1927 году газета стала полностью белорусскоязычной.
В августе 1941 года из-за нацистской оккупации издание газеты было прекращено. В мае — сентябре 1942 года и январе 1943 — июле 1944 года газета выходила подпольно; многие члены редакции погибли, оккупанты готовы были выплатить 75 тысяч марок тому, кто укажет, где печаталась подпольная газета «Звязда». 10 июля 1944 года, после освобождения Минска войсками РККА, издание газеты было официально возобновлено.
Газета награждена орденом Отечественной войны 1-й степени (1965) и орденом Трудового Красного Знамени (1967). Газета удостоена Почётной грамотой Национального собрания Республики Беларусь (2002)
Учредителями газеты являются Совет Министров, Палата представителей и Совет Республики Национального собрания Республики Беларусь.
13 августа 2020 года, в первую неделю массовых протестов против фальсификации результатом президентских выборов, журналисты «Звязды» выступили с коллективным обращением, призывая власти отказаться от применения силы против протестующих и прекратить преследования журналистов. Позднее журналисты потребовали власти не препятствовать объективному освещению событий в стране. По утверждению журналистов, с ними встретилась начальница Главного идеологического управления Администрации президента Ольга Шпилевская и заявила, что все несогласные с политикой Александра Лукашенко должны уволиться. 20 августа стало известно об увольнении главного редактора «Звязды» Павла Сухорукова, которого заменили бывшим министром информации Александром Карлюкевичем.